# Khao Kho (huyện)
Khao Kho (tiếng Thái: เขาค้อ) là một huyện (amphoe) của tỉnh Phetchabun, phía bắc Thái Lan.

## Lịch sử
Giai đoạn 1965-1984, khu vực núi của huyện này là chiến trường giữa Đảng cộng sản Thái Lan và Quân đội hoàng gia Thái Lan. Tiểu huyện được thành lập ngày 21/8/1984 thông qua việc tách 2 tambon Thung Samo và Khaem Son từ huyện Lom Sak. Đơn vị này đã được nâng cấp thành huyện ngày 19/7/1991.

## Địa lý
Các huyện giáp ranh (từ phía đông theo chiều kim đồng hồ) là Lom Kao, Lom Sak và Mueang Phetchabun của tỉnh Phetchabun, Noen Maprang, Wang Thong và Nakhon Thai của tỉnh Phitsanulok, và Dan Sai của tỉnh Loei. Dãy núi Phetchabun nằm ở Khao Kho.

## Hành chính
Huyện này được chia thành 7 phó huyện (tambon), các đơn vị này lại được chia ra thành 72 làng (muban). Không có khu vực đô thị (thesaban) ở huyện này, có 5 Tổ chức hành chính tambon.
| STT | Tên          | Tên tiếng Thái | Số làng | Dân số |  |
| --- | ------------ | -------------- | ------- | ------ |  |
| 1.  | Thung Samo   | ทุ่งสมอ          | 11      | 4.013  |  |
| 2.  | Khaem Son    | แคมป์สน         | 14      | 5.284  |  |
| 3.  | Khao Kho     | เขาค้อ          | 14      | 6.467  |  |
| 4.  | Rim Si Muang | ริมสีม่วง         | 6       | 1.293  |  |
| 5.  | Sado Phong   | สะเดาะพง       | 5       | 1.432  |  |
| 6.  | Nong Mae Na  | หนองแม่นา       | 10      | 2.594  |  |
| 7.  | Khek Noi     | เข็กน้อย         | 12      | 11.849 |  |